# Loubès-Bernac
Pour les articles homonymes, voir Loubès et Bernac.
Loubès-Bernac est une commune du Sud-Ouest de la France, située dans le département de Lot-et-Garonne (région Nouvelle-Aquitaine).

## Géographie

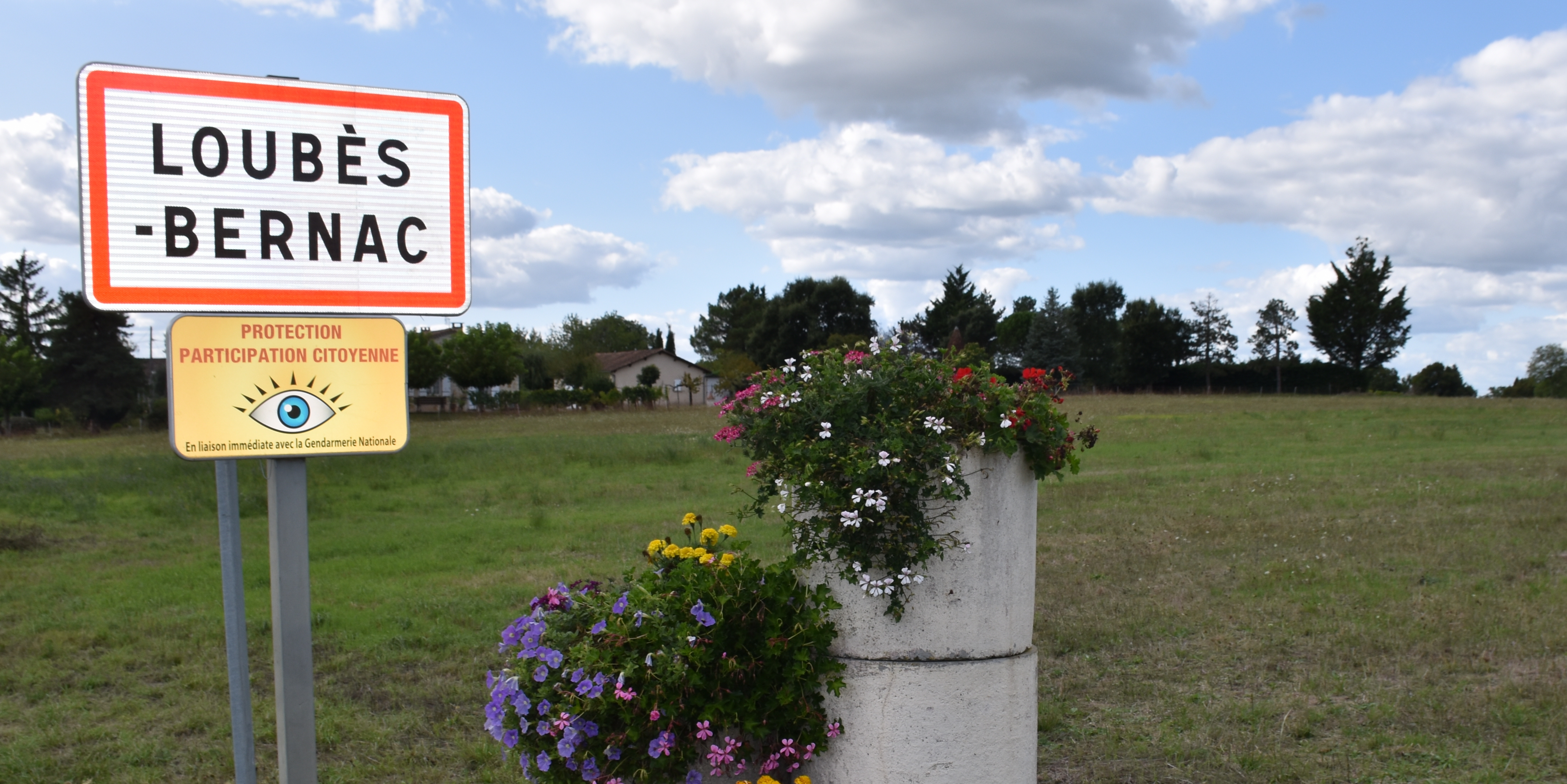
Une entrée du bourg.

### Localisation
Commune limitrophe avec les départements de la Dordogne et de la Gironde, située en Guyenne dans le vignoble des Côtes de Duras. Elle est à 4 km au nord-ouest d'Eymet (Dordogne).

### Communes limitrophes
Loubès-Bernac est limitrophe de huit autres communes dont trois dans le département de la Dordogne et une dans celui de la Gironde.
Les communes limitrophes sont Margueron, Monestier, Saint-Julien-Innocence-Eulalie, Thénac, Saint-Astier, Saint-Jean-de-Duras, Soumensac et Villeneuve-de-Duras.
| Margueron (Gironde), Villeneuve-de-Duras | Monestier (Dordogne) |                                           |
| Saint-Astier                             | Loubès-Bernac        | Thénac (Dordogne)                         |
| Saint-Jean-de-Duras                      | Soumensac            | Saint-Julien-Innocence-Eulalie (Dordogne) |

### Climat
Pour des articles plus généraux, voir Climat de la Nouvelle-Aquitaine et Climat de Lot-et-Garonne.
Historiquement, la commune est exposée à un climat océanique aquitain.  
En 2020, Météo-France publie une typologie des climats de la France métropolitaine dans laquelle la commune est exposée à un climat océanique et est dans la région climatique Aquitaine, Gascogne, caractérisée par une pluviométrie abondante au printemps, modérée en automne, un faible ensoleillement au printemps, un été chaud (19,5 °C), des vents faibles, des brouillards fréquents en automne et en hiver et des orages fréquents en été (15 à 20 jours).
Pour la période 1971-2000, la température annuelle moyenne est de 12,8 °C, avec une amplitude thermique annuelle de 15 °C. Le cumul annuel moyen de précipitations est de 843 mm, avec 12,1 jours de précipitations en janvier et 6,4 jours en juillet. Pour la période 1991-2020, la température moyenne annuelle observée sur la station météorologique la plus proche, située sur la commune de Port-Sainte-Foy-et-Ponchapt à 14 km à vol d'oiseau, est de 13,8 °C et le cumul annuel moyen de précipitations est de 809,4 mm,. Pour l'avenir, les paramètres climatiques de la commune estimés pour 2050 selon différents scénarios d’émission de gaz à effet de serre sont consultables sur un site dédié publié par Météo-France en novembre 2022.

## Urbanisme

### Typologie
Au 1er janvier 2024, Loubès-Bernac est catégorisée commune rurale à habitat très dispersé, selon la nouvelle grille communale de densité à sept niveaux définie par l'Insee en 2022.
Elle est située hors unité urbaine et hors attraction des villes,.

### Occupation des sols

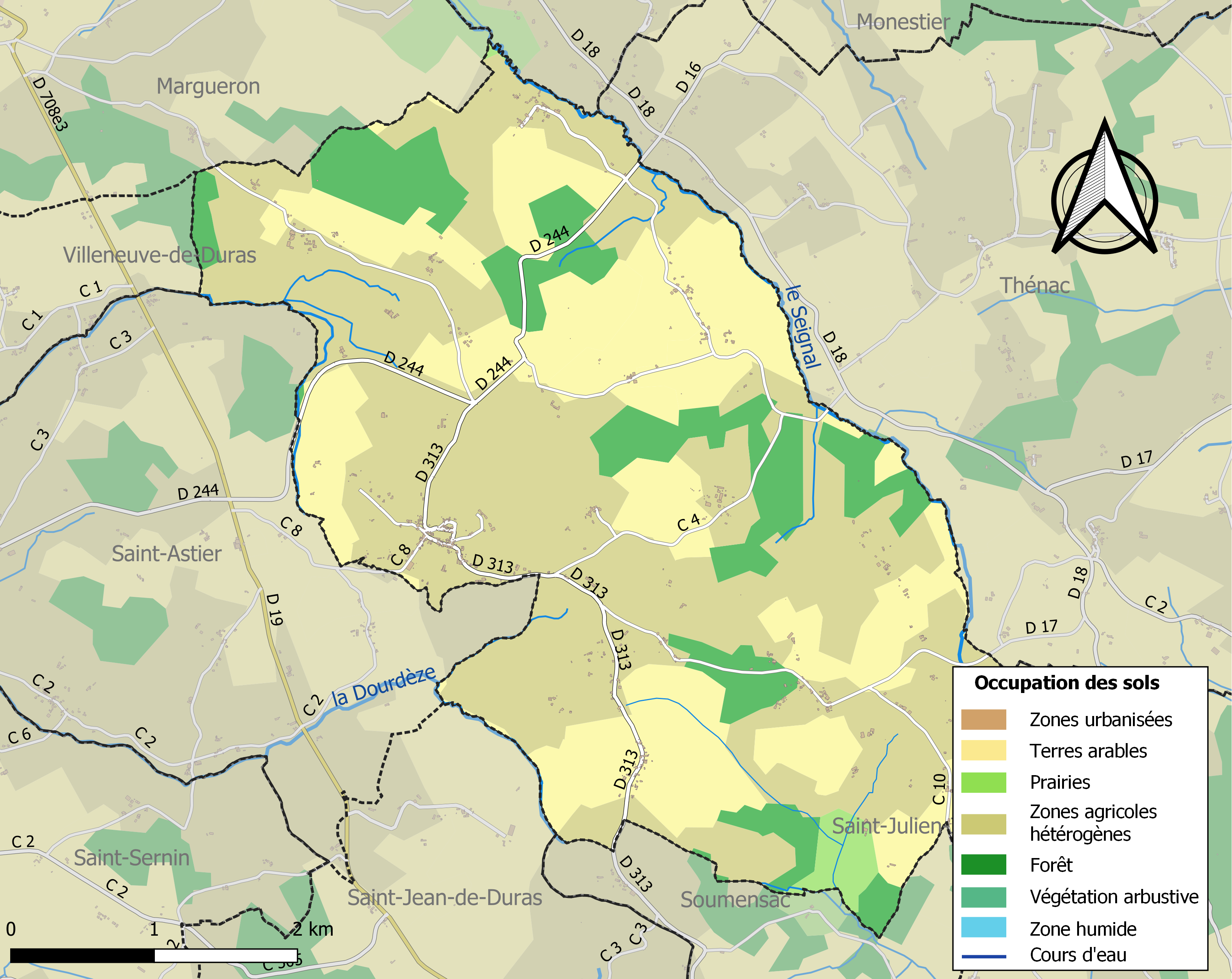
Carte des infrastructures et de l'occupation des sols de la commune en 2018 (CLC).

L'occupation des sols de la commune, telle qu'elle ressort de la base de données européenne d’occupation biophysique des sols Corine Land Cover (CLC), est marquée par l'importance des territoires agricoles (85 % en 2018), une proportion sensiblement équivalente à celle de 1990 (85,6 %). La répartition détaillée en 2018 est la suivante : 
zones agricoles hétérogènes (51,5 %), terres arables (18,7 %), forêts (15 %), cultures permanentes (13,6 %), prairies (1,3 %). L'évolution de l’occupation des sols de la commune et de ses infrastructures peut être observée sur les différentes représentations cartographiques du territoire : la carte de Cassini (XVIIIe siècle), la carte d'état-major (1820-1866) et les cartes ou photos aériennes de l'IGN pour la période actuelle (1950 à aujourd'hui).

### Risques majeurs
Le territoire de la commune de Loubès-Bernac est vulnérable à différents aléas naturels : météorologiques (tempête, orage, neige, grand froid, canicule ou sécheresse), mouvements de terrains et séisme (sismicité très faible). Un site publié par le BRGM permet d'évaluer simplement et rapidement les risques d'un bien localisé soit par son adresse soit par le numéro de sa parcelle.
Les mouvements de terrains susceptibles de se produire sur la commune sont des affaissements et effondrements liés aux cavités souterraines (hors mines) et des tassements différentiels. Afin de mieux appréhender le risque d’affaissement de terrain, un inventaire national permet de localiser les éventuelles cavités souterraines sur la commune.

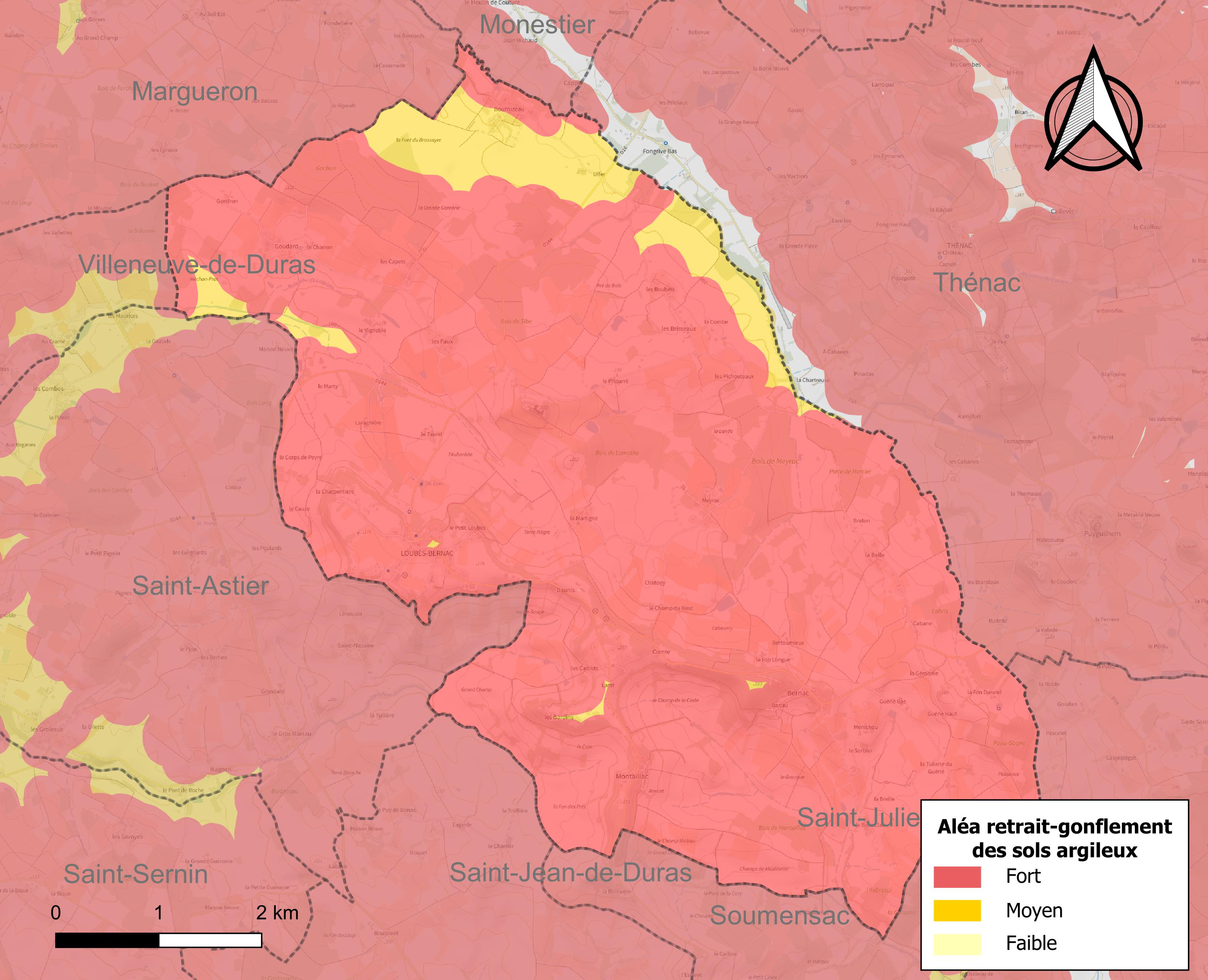
Carte des zones d'aléa retrait-gonflement des sols argileux de Loubès-Bernac.

Le retrait-gonflement des sols argileux est susceptible d'engendrer des dommages importants aux bâtiments en cas d’alternance de périodes de sécheresse et de pluie. La totalité de la commune est en aléa moyen ou fort (91,8 % au niveau départemental et 48,5 % au niveau national). Depuis le 1er octobre 2020, en application de la loi ELAN, différentes contraintes s'imposent aux vendeurs, maîtres d'ouvrages ou constructeurs de biens situés dans une zone classée en aléa moyen ou fort,.
La commune a été reconnue en état de catastrophe naturelle au titre des dommages causés par les inondations et coulées de boue survenues en 1982, 1983, 1999 et 2009, par la sécheresse en 1996 et par des mouvements de terrain en 1999.

## Toponymie
Loubès résulte de la francisation du toponyme occitan Lobés. Bernac a la même forme en français et en occitan.

## Politique et administration

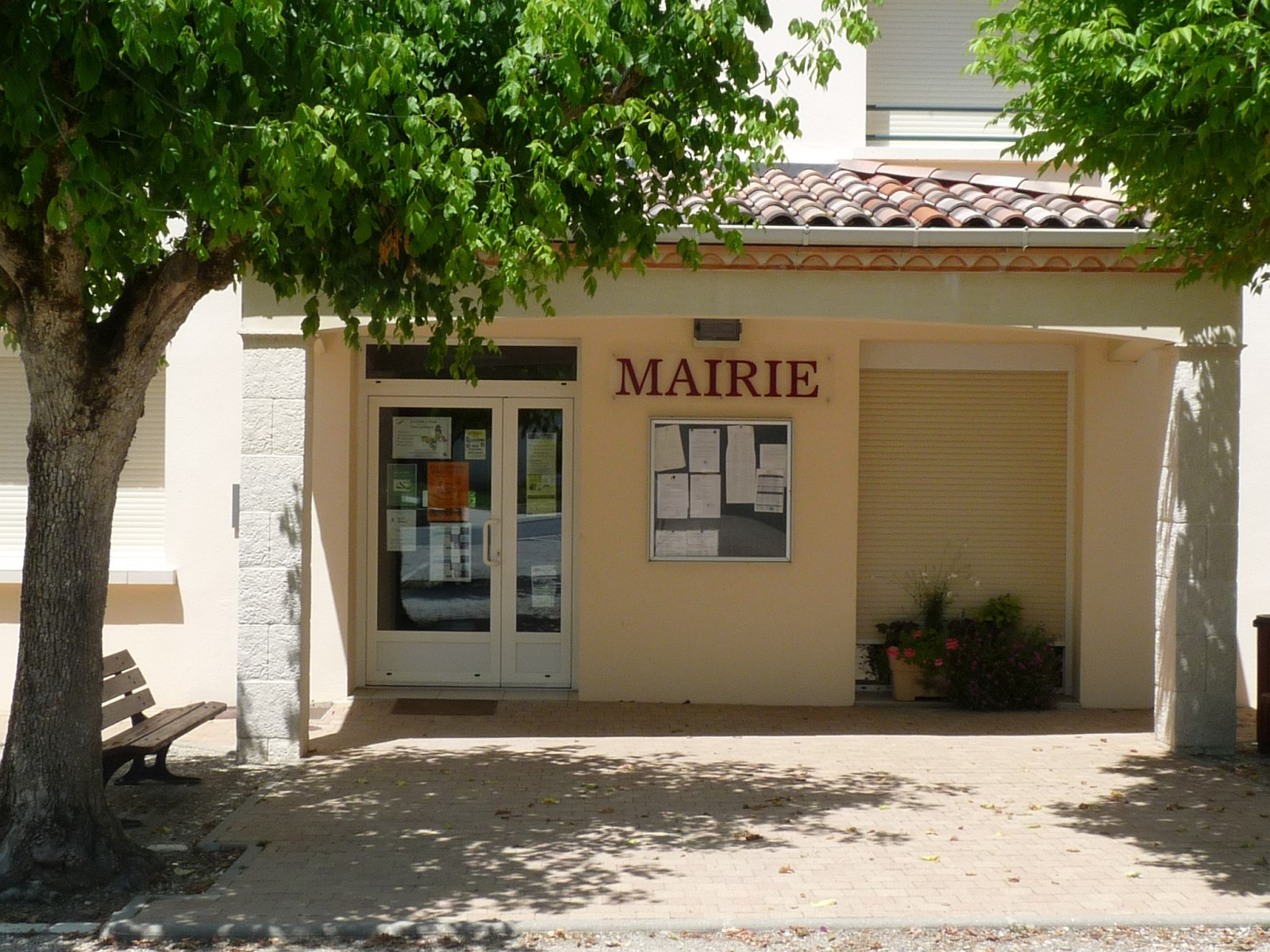
La mairie.

| Période                                  | Période  | Identité       | Étiquette | Qualité                              |
| ---------------------------------------- | -------- | -------------- | --------- | ------------------------------------ |
| Les données manquantes sont à compléter. |          |                |           |                                      |
|                                          |          |                |           |                                      |
| ?                                        | 1941     | M. Boue        |           | Révoqué par le Gouvernement de Vichy |
|                                          |          |                |           |                                      |
| 1989                                     | 2008     | Michel Pazzaia | UMP       | Exploitant agricole                  |
| 2008 (réélu en mai 2020)                 | En cours | Joël Kleiber   |           |                                      |

## Démographie
L'évolution du nombre d'habitants est connue à travers les recensements de la population effectués dans la commune depuis 1793. Pour les communes de moins de 10 000 habitants, une enquête de recensement portant sur toute la population est réalisée tous les cinq ans, les populations de référence des années intermédiaires étant quant à elles estimées par interpolation ou extrapolation. Pour la commune, le premier recensement exhaustif entrant dans le cadre du nouveau dispositif a été réalisé en 2006.

En 2022, la commune comptait 409 habitants, en évolution de −0,73 % par rapport à 2016 (Lot-et-Garonne : −0,18 %, France hors Mayotte : +2,11 %).
| 1793  | 1800  | 1806 | 1821 | 1831  | 1836  | 1841  | 1846  | 1851  |
| ----- | ----- | ---- | ---- | ----- | ----- | ----- | ----- | ----- |
| 1 095 | 1 589 | 488  | 666  | 1 224 | 1 095 | 1 065 | 1 057 | 1 037 |

| 1856  | 1861  | 1866 | 1872 | 1876 | 1881 | 1886 | 1891 | 1896 |
| ----- | ----- | ---- | ---- | ---- | ---- | ---- | ---- | ---- |
| 1 011 | 1 001 | 918  | 915  | 921  | 836  | 726  | 673  | 683  |

| 1901 | 1906 | 1911 | 1921 | 1926 | 1931 | 1936 | 1946 | 1954 |
| ---- | ---- | ---- | ---- | ---- | ---- | ---- | ---- | ---- |
| 700  | 704  | 665  | 559  | 645  | 674  | 661  | 659  | 619  |

| 1962 | 1968 | 1975 | 1982 | 1990 | 1999 | 2006 | 2011 | 2016 |
| ---- | ---- | ---- | ---- | ---- | ---- | ---- | ---- | ---- |
| 562  | 505  | 395  | 358  | 319  | 309  | 381  | 352  | 412  |

| 2021 | 2022 | - | - | - | - | - | - | - |
| ---- | ---- | - | - | - | - | - | - | - |
| 414  | 409  | - | - | - | - | - | - | - |

La population de la commune comporte 29,5 % d'étrangers en 2021 notamment du fait de la présence de moines et nonnes internationaux au village des Pruniers et à l'immigration britannique.

## Équipements, services et vie locale

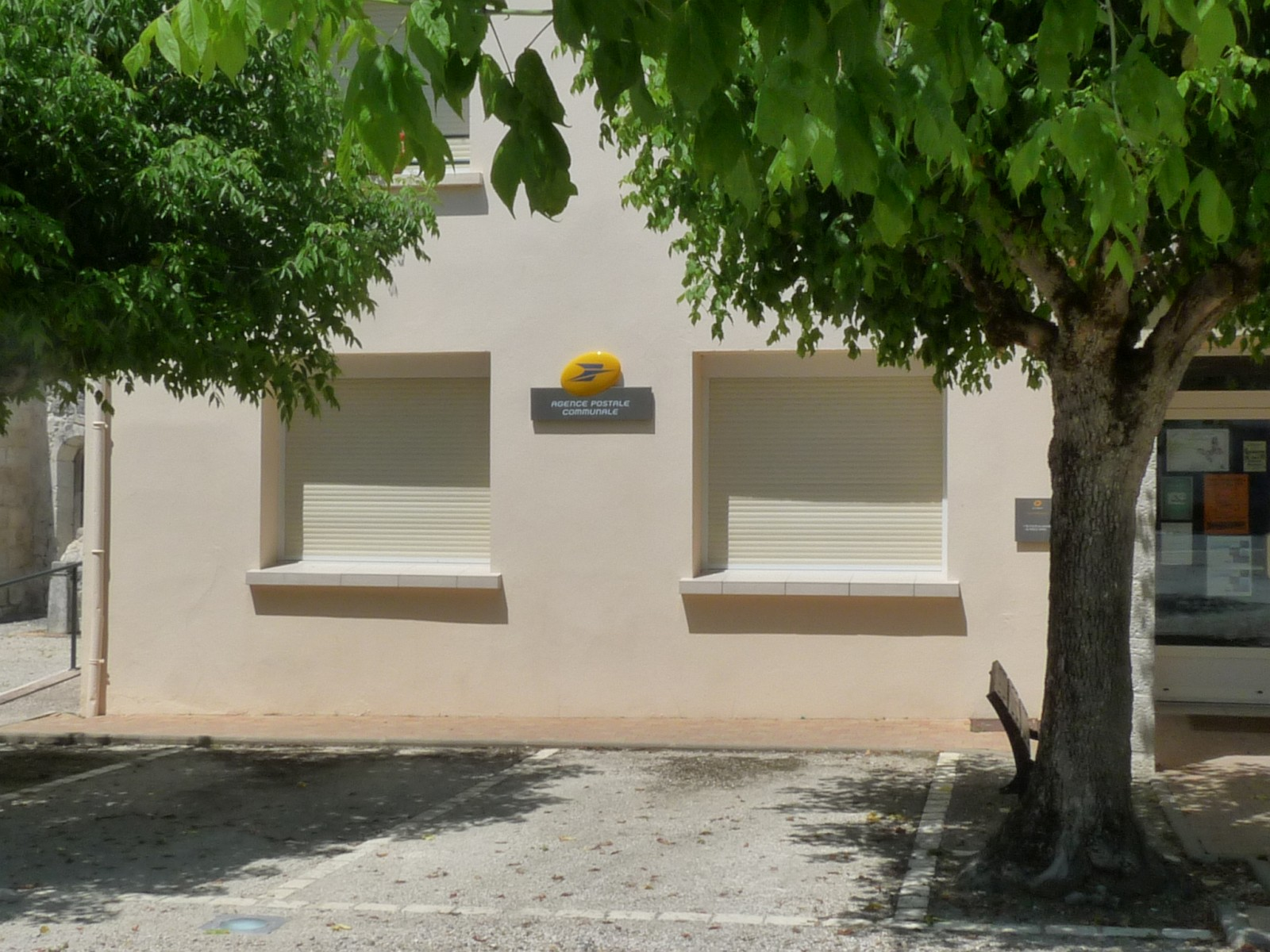
La poste
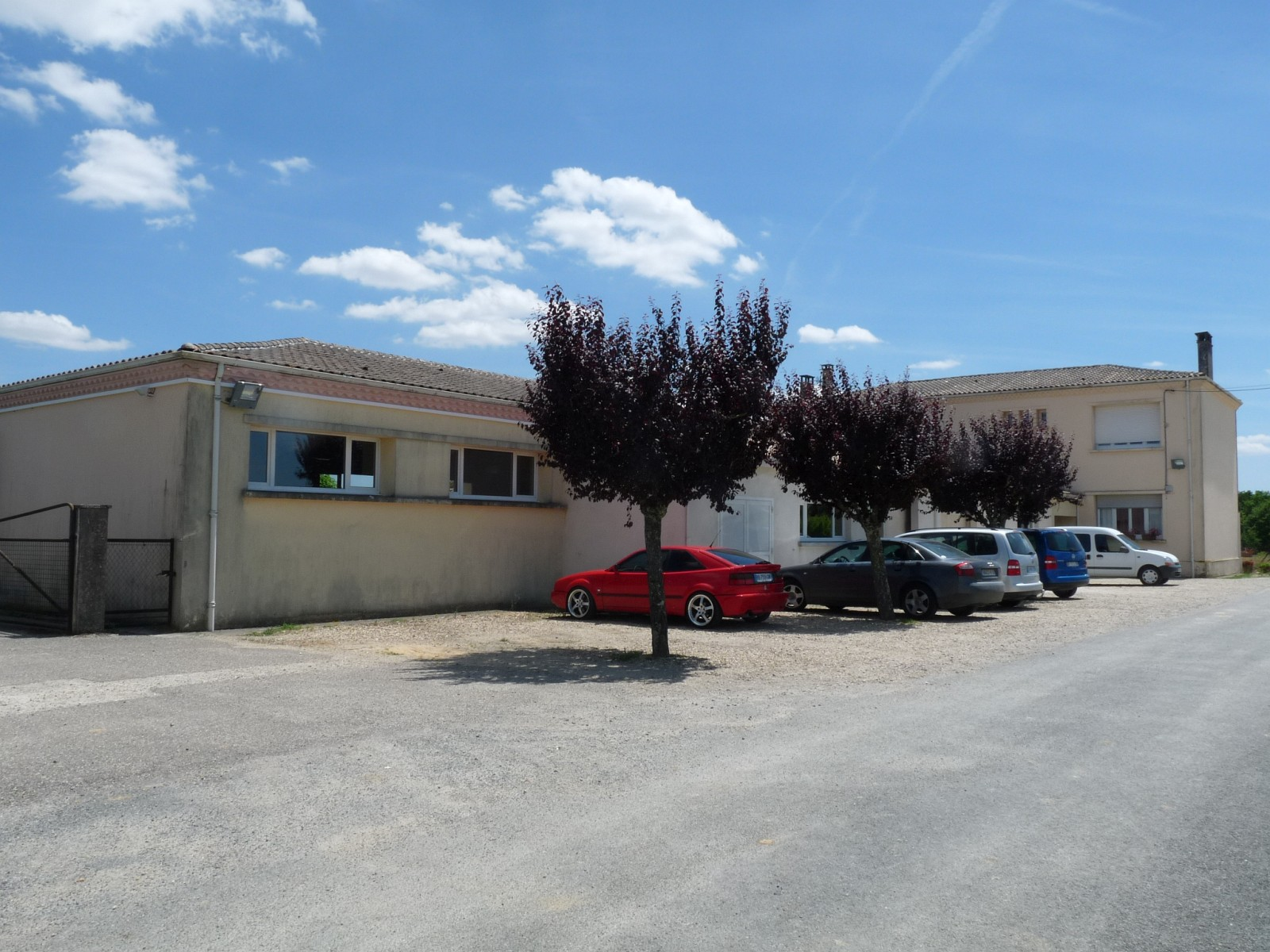
L'école

## Lieux et monuments

### Patrimoine religieux
- L'église paroissiale Saint-Pierre de Loubès-Bernac, au bourg.
- L'église Saint-Martin, à Montaillac.
- L'église Notre-Dame-de-l'Assomption, à Bernac.
- L'église Notre-Dame, à Uffer.
- Le centre bouddhiste du « village des Pruniers», créé en 1968 et réparti sur trois « hameaux » avec les proches communes de Dieulivol et Thénac[26]. Ce « plus plus grand monastère bouddhiste d'Europe » est incendié en janvier 2025[27].

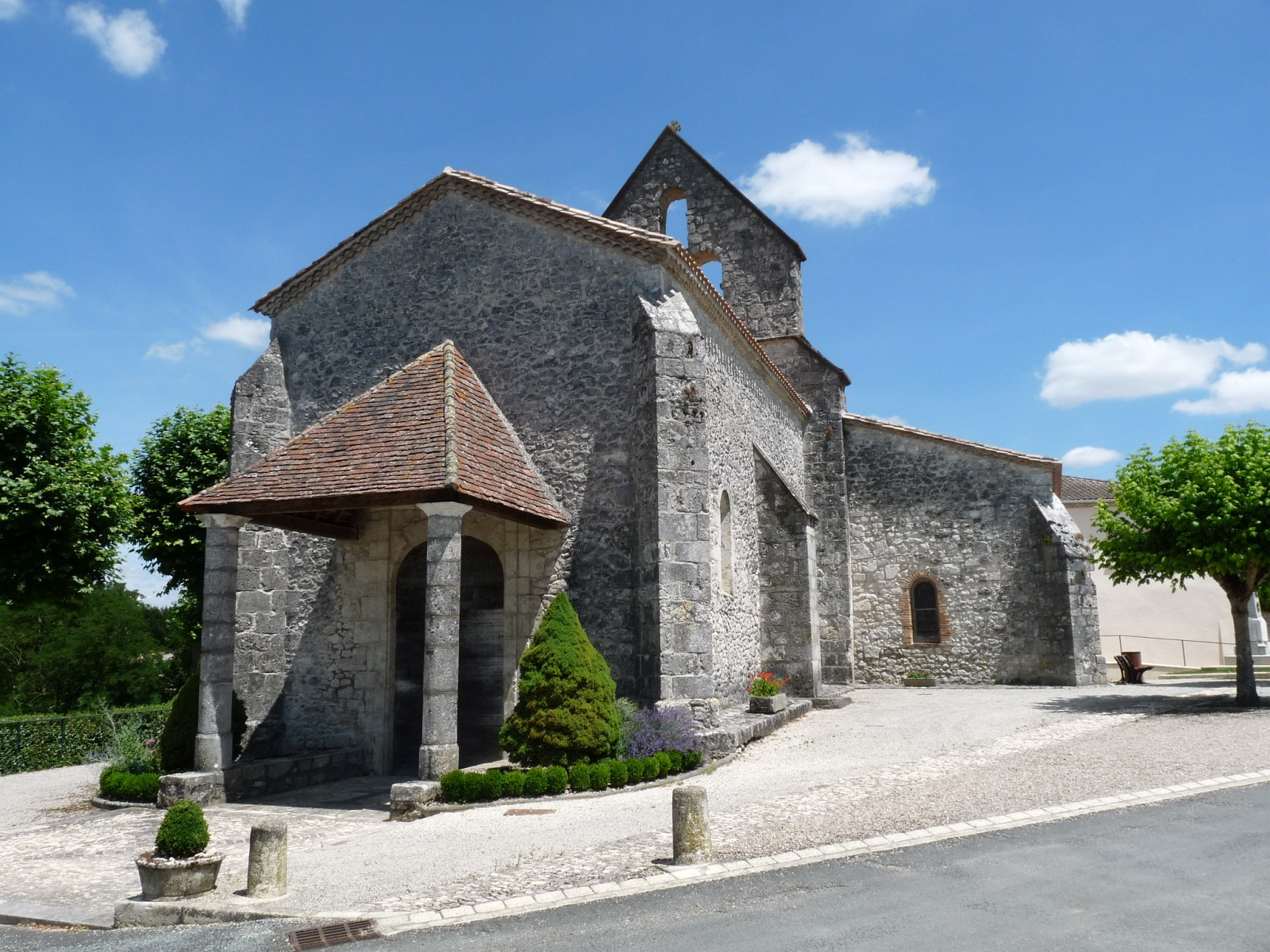
L'église Saint-Pierre.
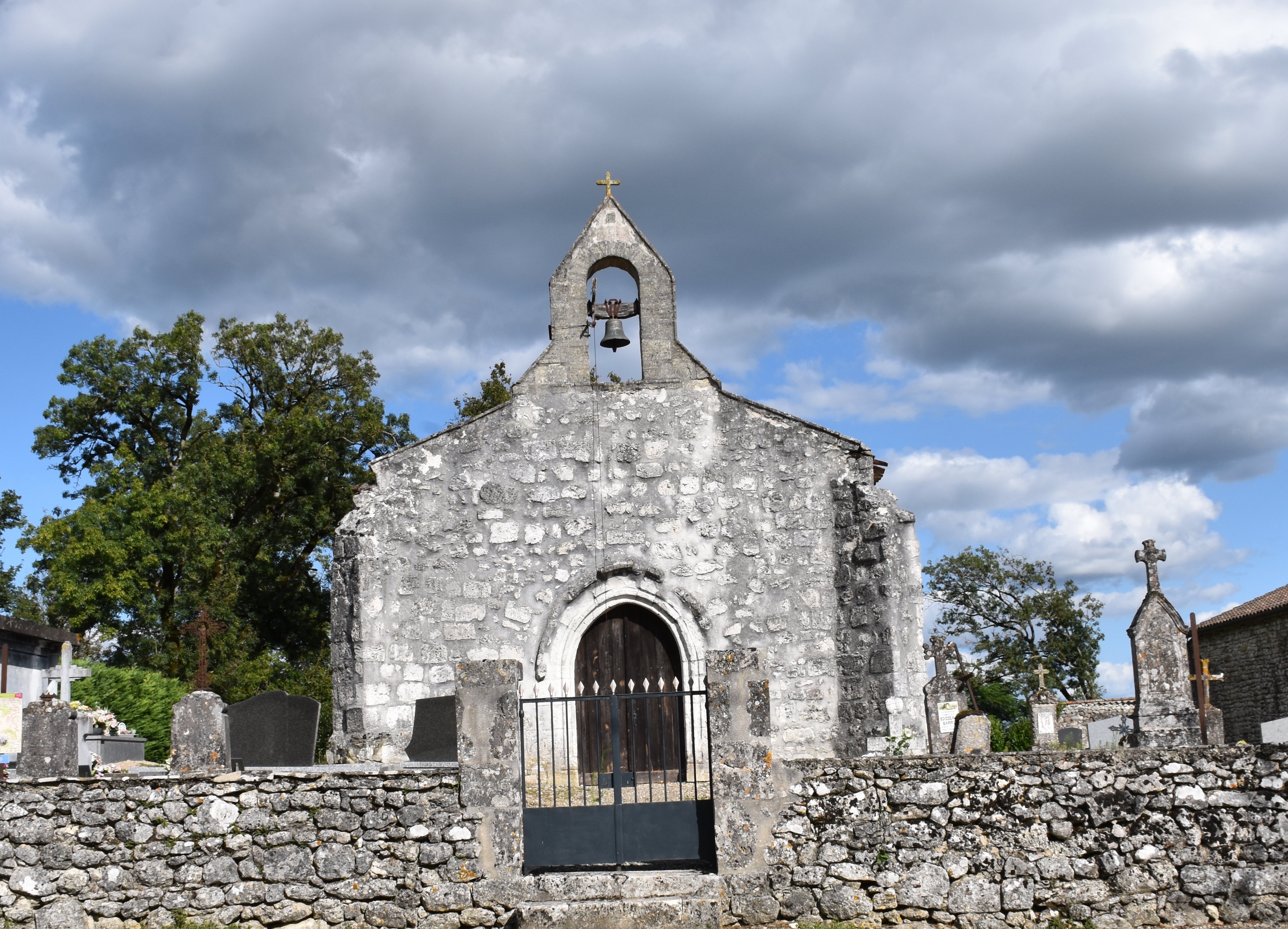
L'église Notre-Dame de Bernac.
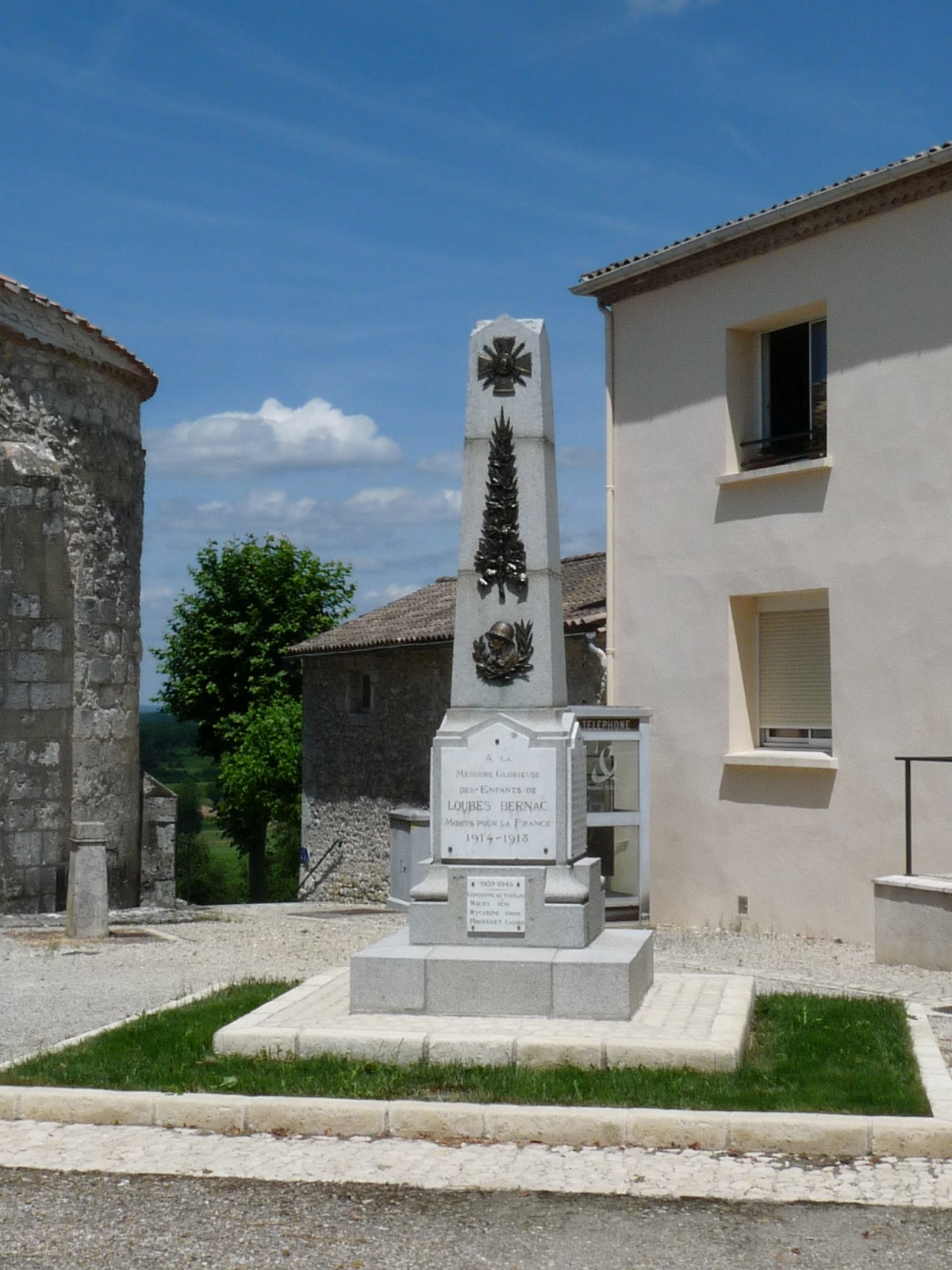
Le monument aux morts.

### Patrimoine civil
- Le château de Théobon (ou Château Théobon) est situé sur une hauteur, à 0,5 km au nord-est du bourg. Il a entièrement été remanié XVIIe siècle, puis modifié à la Révolution. Il est inscrit monument historique depuis 1962[28].

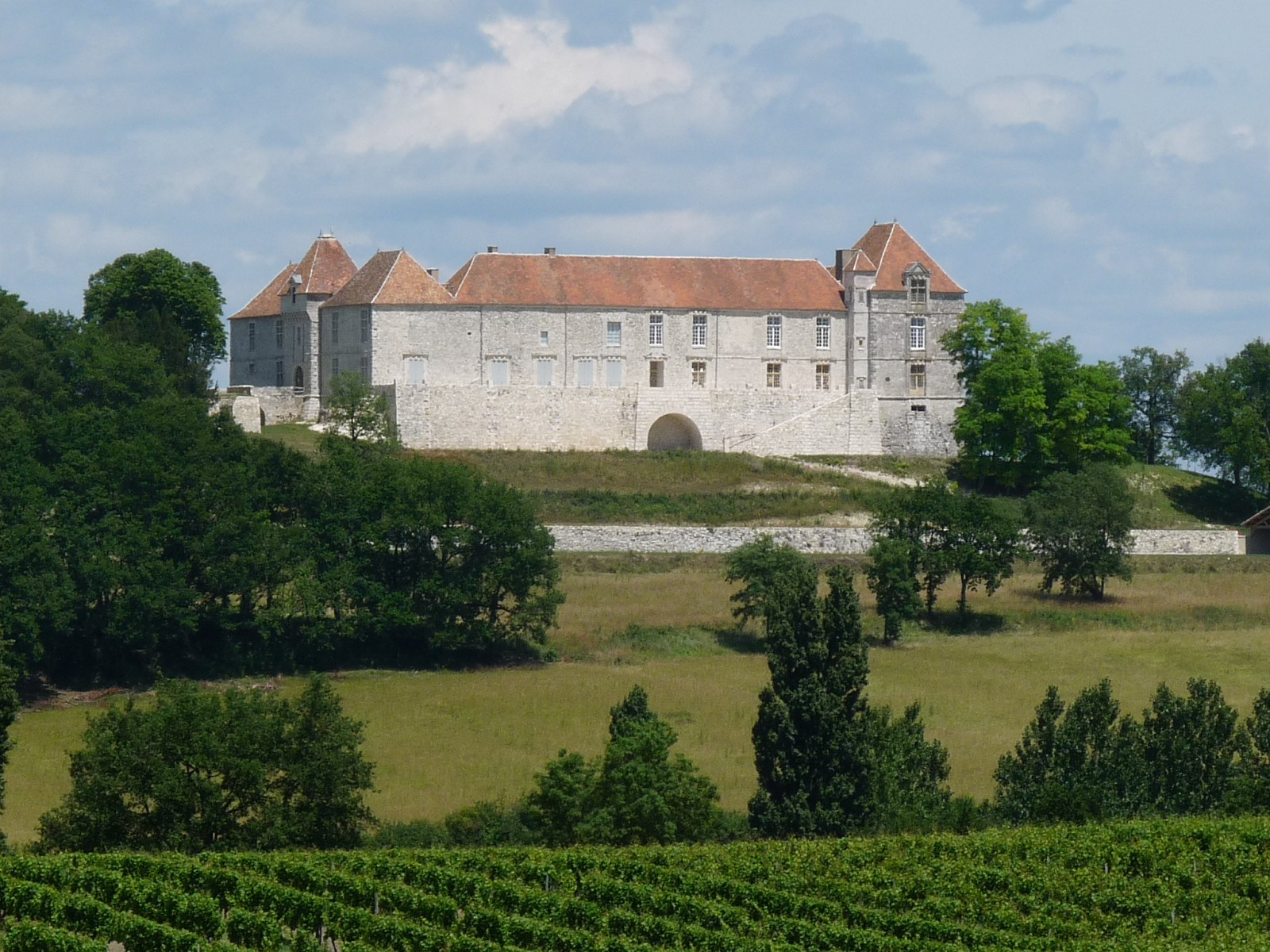
Le château de Théobon, vu du bourg.
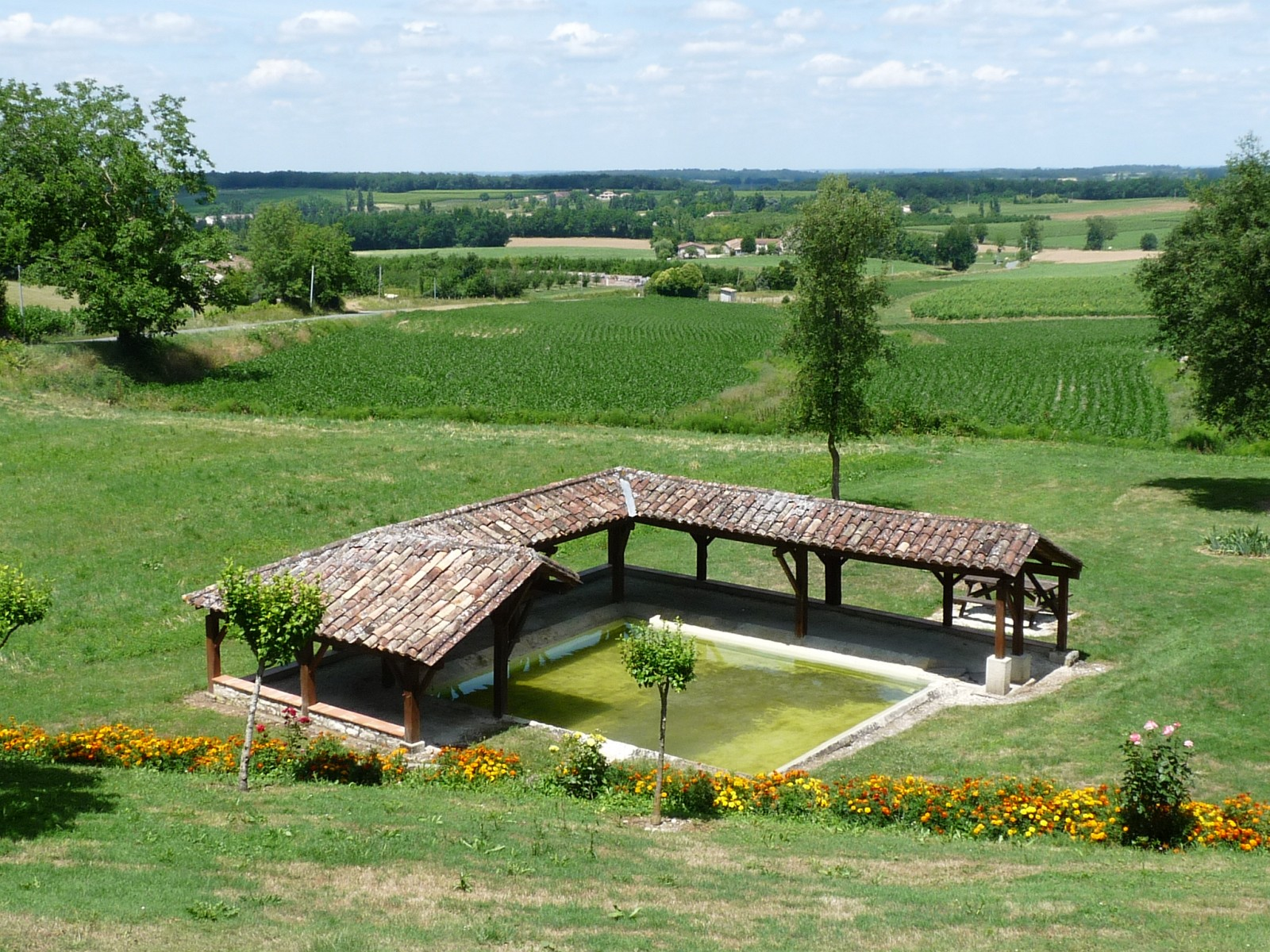
Lavoir, au pied du bourg.
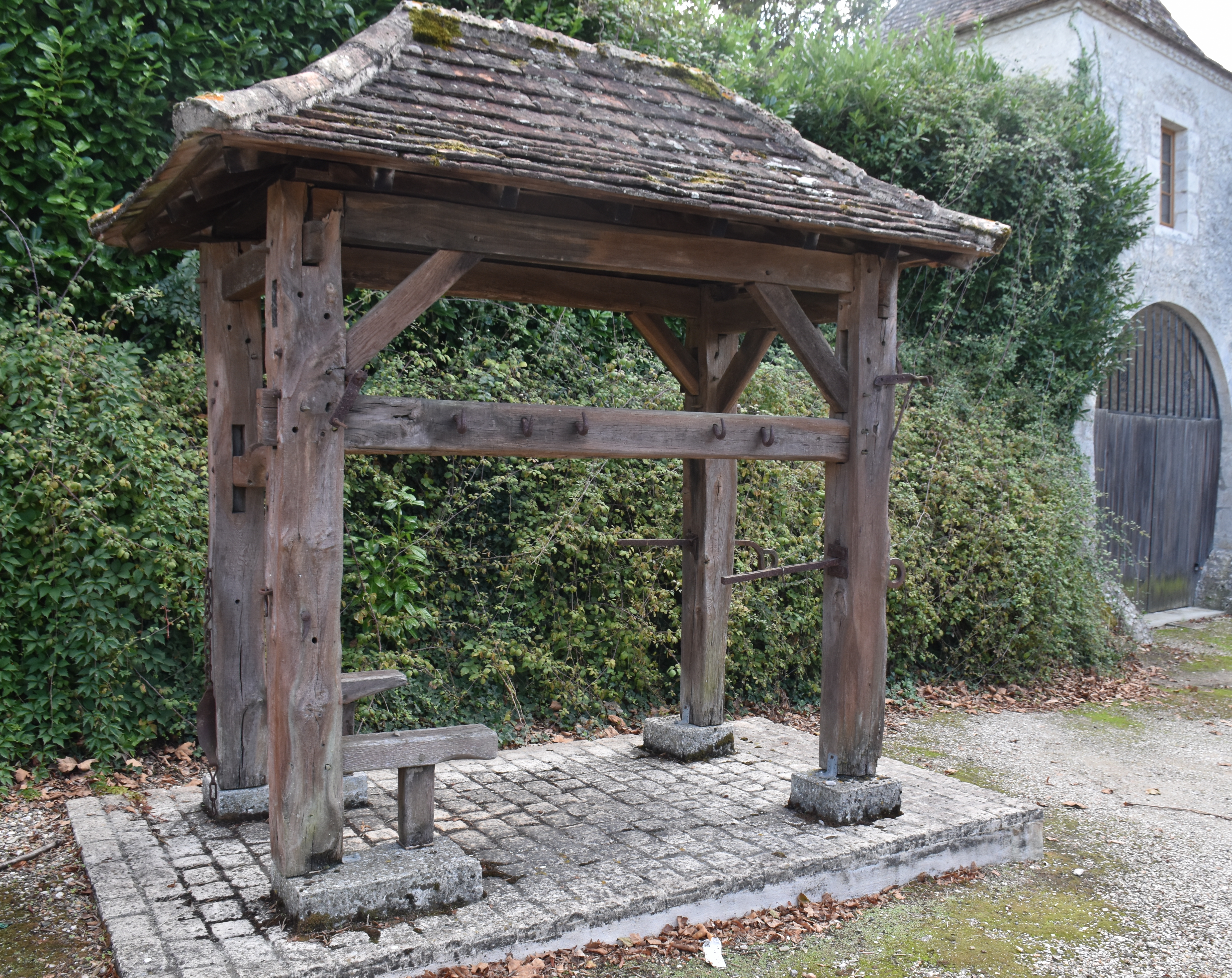
Travail à ferrer.